# Втрати проросійських сил внаслідок російського вторгнення в Україну (2015)

## Січень
| Кількість | Світлина | Прізвище, ім'я, по батькові, місце проживання | Місце                                  | Дата смерті/ смертельного поранення | Обставини смерті |
| --------- | -------- | --- | -------------------------------------- | ----------------------------------- | --- |
| 1         |          | Олена Сіянова («Хаскі») | біля Маріуполя                         | 1 січня 2015                        | Була вбита снайпером |
| 6         |          | Бєднов Олександр Олександрович («Бетмен»), 29 серпня 1969 року, Луганськ, начштабу 4-ї бригади «ЛНР», голова групи швидкого реагування «Бетмен» Борічев Роман Юрійович («Кіт»), 1976, Єкатеринбург Сапєгін Володимир Миколайович («Бритва»), 10 жовтня 1986 року, Луганськ, снайпер ДШРГ «Русич» Крилов Андрій Володимирович («Золотий»), 10 липня 1981 Чорний Володимир Сергійович («Витязь»), Челябінськ Гоженко Валентин Іванович («Пуля»), 1983, Лиман (Слов'яносербський район) | Лутугіно                               | 1 січня 2015                        | Бєднов разом із супроводом були розстріляні із засідки під час операції з їх затримання за наказом керівництва «ЛНР». За повідомленням терористів, до «зачистки» групи Бєднова причетні спецслужби РФ. |
| 1         |          | Раміль Гусенлі («Фідель»), 21 травня 1977 року, Габала, Азербайджан | Новоазовськ                            | 1 січня 2015                        | Був убитий українськими партизанами |
| 1+        |          | Зеленін Владислав В'ячеславович, 1995, Макіївка | Аеропорт м. Донецьк                    | 2 січня 2015                        | Вбитий в районі Донецького аеропорту. |
| 1         |          | Бухаідзе Шалва Грузія. Проживав у Селидове, Донецька область. Учасник незаконного збройного формування терористичної організації «ДНР». | Аеропорт м. Донецьк                    | 5 січня 2015                        | Вбитий в районі Донецького аеропорту. |
| 3         |          | Курак Олексій Володимирович, 1994, Красний Луч Мелешкін Сергій Володимирович, 1986, Красний Луч Тарарін Микола Сергійович, 1991, Молодогвардійськ | Луганська область                      | 5 січня 2015                        | Екіпаж згорів у танку. |
| 2         |          | Куликов Олександр («Вітер»), 11 листопада 1970, с. Стіпне, Саратовська область, але жив у Рязані Данилов Андрій Павлович («Байконур», «Лисий»), 13 жовтня 1978, Байконур, Казахстан | с. Староласпа с. Петрівське            | 7 січня 2015                        | Сили АТО знищили двох бойовиків, які в групі близько 10 осіб намагалися прорватися біля Староласпи. Решта терористів відступила на окуповану територію. |
| 10+       |          | Єлгешин Іван («Санич»), 5 вересня 1994, Кіров Котов Олег, 9 січня 1988, Назарово, Красноярський край, бойовик бандформування «Спарта» 8 січня Граниш Олександр, 30 березня 1985, м. Донецьк 9 січня Коваленко Михайло Вікторович, 1988, Донецьк 10 січня Гетманець Володимир Іванович, 1994, Донецьк Калініченко Володимир Ігорович, 1979, Донецьк Літвяков Віталій, Донецьк Федорець Артем Михайлович, 1986, Макіївка 13 січня Сардархан Бакташ Хомаюн, 1986, Афганістан—Бєлгородська область 15 січня Мягков Олег В'ячеславович, 1973, Донецьк | Аеропорт м. Донецьк                    | 8 січня — 16 січня 2015             | Загинули у бою Вбитий в донецькому аеропорту |
| 1+        |          | Матюх Олексій Васильович, 1977, Ясинувата | Ясинувата                              | 11 січня 2015                       | Артилерист ДНР, загинув під артилерійським обстрілом ЗСУ. |
| 2         |          | Позивний «Маестро Старший», м. Краматорськ Позивний «Лисий» | с. Нікішине                            | 13 січня 2015                       | Знищені снайпером |
| 1+        |          | Гаріпов Віталій Равільйович, 1983, Макіївка | с. Орлово-Іванівка                     | 14 січня 2015                       | Командир відділення, вбитий снайпером під час штурму українського блокпосту. |
| 1         |          | Казанцев В'ячеслав Анатолійович, 1952, Артемівськ—Новий Уренгой | Маріуполь                              | 14 січня 2015                       | У грудні 2014 року затриманий співробітниками СБУ і в ході допитів забитий до смерті. Помер у тюремній лікарні. |
| 2         |          | Волков Сергій Петрович, 1957, Єнакієве | Донецьк                                | 15 січня 2015                       | Бойовики НЗФ «Кальміус» на джипі, рухаючись на червоне світло на перетині Партизанського та Київського проспектів Донецька, протаранили автобус зі співробітниками підприємства «Укрсплав». Внаслідок аварії загинули двоє бойовиків, 12 цивільних робітників поранені, 1 — у важкому стані. |
| 1         |          | Отченко Валерій Васильович, 1963, Горлівка | Горлівка                               | 15 січня 2015                       | «Народний депутат ДНР». Вбитий бойовиками Безлера. |
| 2+        |          | Ліпіцький Валерій Юрійович, 1971, Станиця Луганська Риштаков В'ячеслав Олександрович, 1986, Стаханов | с. Жолобок с. Фрунзе м. Кіровськ       | 20 січня 2015                       | Під час танкової атаки на 31-й блокпост загинув від поранення осколком в голову Загинув у районі міста Кіровськ. |
| 1         |          | Ідрісов Тагір Камільйович («Шайтан»), 23 серпня 1978, м. Самара | м. Донецьк                             | 21 січня 2015                       | Бойовик банди Ігоря Безлера, брав участь у захопленні місьвідділу міліції в м. Горлівка. Вбитий в Донецьку під час обстрілу. |
| 6+        |          | 21 січня Гаркуша Дмитро Вікторович, 26 років, м. Горлівка Бондаренко Денис Олександрович, 1984, Булавинське Галемко Євген Миколайович, 1984, Єнакієве Євсюков Олександр Володимирович, 1975, Горлівка 22 січня Ляхов В'ячеслав («Шайтан»), м. Горлівка 21—23 січня Урсол Михайло Миколайович, 13 жовтня 1986, м. Мегіон, Ханти-Мансійський автономний округ | с. Озерянівка м. Горлівка              | 21—23 січня 2015                    | Загинув під Озерянівкою Загинув під Горлівкою Загинув під Горлівкою |
| 12+       |          | 18 січня Данілін Олег Йосипович, 1970, Жданівка 20 січня Фомочкін Олексій Олексійович («Фома»), 9 квітня 1980, станиця Кущевська, Краснодарський край Тростянецький Ігор Віталійович («Акробат»), 1977, Донецьк Корнюхов Іван Анатолійович, 1978, Донецьк Леоненко Андрій Сергійович, 1986, Макіївка Листопадов Максим Іванович, 1982, Донецьк Линник Олександр Васильович, 1974, Макіївка Жохов Геннадій Миколайович, 1960, Сніжне 21 січня Ротміров Олександр Іванович, 1968, Донецьк 22 січня Юрик Сергій(«Таксист»), м.Донецьк Яшков Ігор, м. Докучаєвськ Коробов Євген В'ячеславович, 9 березня 1988, м. Урюпинськ, Волгоградська область | с. Піски                               | 18—22 січня 2015                    | Бойовики бандформування «Октава». Загинули в с. Піски, ймовірно від розриву міномета. Підірвався на міні в с. Піски Загинув в с. Піски Бойовик бандформування «1 ОСМБ», вбитий в районі с. Піски. |
| 1+        |          | Ємельянов Андрій Володимирович, 27 листопада 1974, с. Газир, Краснодарський край, РФ. Проживав у м. Тюмень. Член угруповання «Перший казачий полк Всевеликого війська Донського» терористичної організації «ЛНР». | Троїцьке (Попаснянський район)         | 22 січня 2015                       | Труп російського терориста було знайдено з гранатою Ф-1 у кишені в полі поблизу села Троїцьке. Напередодні так звані казаки двічі атакували позиції ЗСУ на підступах до села, але отримали відсіч та втекли, залишивши вбитих на полі бою. |
| 4         |          | Іщенко Євген Станіславович, 1969, Нижній Новгород—Цюрупинськ, самопроголошений «мер» і «комендант» м. Первомайськ Бортник Андрій Федорович, 1974 Карпін Михайло Сергійович, 1980 Елесханов Руслан Магомедович, 13 травня 1981, м. Москва | поблизу м. Первомайськ                 | 23 січня 2015                       | Згідно з заявами терористів, автомобіль з Є. Іщенком та іншими трьома терористами з Росії розстіляла на трасі Первомайськ-Луганськ українськими диверсантами |
| 3         |          | 23 січня Левашов Юрій Віталійович, 25 грудня 1983, м. Новосибірськ невідомий 24 січня Добринін Дмитро Валерійович, 16 серпня 1972, с. Большая Соснова, Пермська область | поблизу м. Маріуполь                   | 23—24 січня 2015                    | Загинули під час обстрілу залповою артилерією. Загинув поблизу Маріуполя. |
| 3         |          | Чудаков Євген Валерійович «Чудік»), 17 серпня 1991, сел. Куусіненемі, Калевальського району, Республіка Карелія Кремінь Дмитро Олександрович («Кремінь»), 8 січня 1985, м. Донецьк Семенченко Віктор Вікторович («Ангел»), 13 листопада 1979, м. Маріуполь | с. Оленівка м. Докучаєвськ             | 25 січня 2015                       | Загинули під с. Оленівка під час прориву українських військ |
| 11+       |          | 16 січня Лукін Сергій («Патрик»), 13 жовтня 1987, м. Самара 17 січня Красношеїн Євген Костянтинович («П'ятниця») 11 травня 1987, м. Санкт-Петербург, бойовик бандформування «Восток» Юдін Ігор Володимирович («Болгарин»), м. Донецьк, «депутат парламенту» терористичної організації ДНР Беляков Євген Сергійович («Бєлка»), м. Слов'янськ, бойовик бандформування «Восток» Панченко Сергій Станіславович, («Панчо»), 1987, Кіровське, бойовик бандформування «Восток», кулеметник 21 січня Кушнір Родіон («Мороз»), 17 березня 1989, Рига, Латвія 22 січня Портиков Віталій Вікторович, 18 листопада 1988, м. Юрга, Кемеровська область Зубарєв Дмитро Сергійович, 11 листопада 1981, м. Котлас, Архангельська область, вбитий в районі с. Спартак Гаронін Олексій Андрійович, 1988, Донецьк Неваленний Олександр («Смєшной»), 14 листопада 1995, м. Макіївка, ліквідований снайпером в районі с. Спартак 23 січня Кертель Сергій Якович, 31 жовтня 1976, м. Барнаул, знищений в районі с. Спартак/донецького аеропоту снайпером або в результаті обстрілу 28 січня Воєводкін Ігор Валентинович («Блондин»), 11 червня 1976, м. Гірник | Аеропорт м. Донецьк c.Спартак c.Опитне | 17—28 січня 2015                    | Вбитий снайпером в бою за донецький аеропорт Загинули в бою за донецький аеропорт Загинув в донецькому аеропорту Українські війська знищили колону сепаратистів в районі донецького аеропорту і села Спартак, про це, зокрема, повідомив радник Президента України Юрій Бірюков. На місці розбитої колони було знайдено паспорт Віталія Портикова. Пізніше його загибель було підтверджено рідними. Чисельні втрати підтверджують самі сепаратисти. Загинув в районі Донецького аеропорту від осколкового поранення |
| 2         |          | Морозов Євген Євгенович («Мороз»), м. Макіївка Зоря Артем Олексійович («Заря»), 18 липня 1983, м. Торез, м. Санкт-Петербург | с. Нікішине                            | 23—25 січня 2015                    | Загинули під час штурму с. Нікішине |
| 5+        |          | 25 січня Житенєв Олександр Володимирович, 9 грудня 1975, с. Петровське, Оренбурзька область Карнаухов Олександр, 30 років, м. Краснодон Савчин Михайло («Монгол»), 44 роки, м. Зимогір'я Роговський Дмитро Євгенович, 27 квітня 1966, м. Лисичанськ 26 січня Гладишев Олексій Михайлович, 29 жовтня 1976, м. Кінешма, Івановська область | с. Санжарівка                          | 25—26 січня 2015                    | Знищений разом з екіпажем танку під час атаки на с. Санжарівка Командир танкової роти та два командири танкових взводів. Вбиті під час танкового бою за висоту 307,9. Вбитий прикриваючи відступ групи сепаратистів. |
| 12+       |          | 26 січня Пономарьов Олександр 27 січня Турба Павло Володимирович, 4 листопада 1982, бойовик бандформування «Козача національна гвардія» невідомий, 27 років, м. Благовещенськ 28 січня Балагура Володимир Володимирович, 41 рік, Запоріжжя, один з лідерів запорізького «Антимайдану» Буторуков Юрій («Гамлет»), м. Северодвінськ, Архангельська область Бойовик бандформування «Ратибор», вбитий прямим пострілом з танка Дутов Дмитро Петрович («Сват»), м. Сочі, м. Ростов-на-Дону Чунаков Олексій Михайлович, 29 березня 1994 року, станиця Троїцька, Краснодарський край Корольков Іван, 7 липня 1989, м. Барнаул, знищений разом з танком Івашин Артур Медхатович, м. Лермонтов, Ставропольський край Єльмєєв Андрій Миколайович, 31 грудня 1971, м. Тольятті Шрейнер Андрій Артурович, 21 червня 1971, м. Тольятті 29 січня Ставінський Костянтин Сергійович, Донецьк, лікар ДНР | Дебальцевський плацдарм                | 26—29 січня 2015                    | Вбиті на Дебальцевському напрямку. |
| 2+        |          | Серебряков Денис («Ден»), Ульяновськ позивний «Старшина» («Холера») | Дебальцевський плацдарм                | 28 січня 2015                       | Вбиті разом з іншими терористами (всього 41 особа) бандформування «Ратибор» під час обстрілу РСЗВ «Ураган».. |
| 8+        |          | Шаманов Володимир («Шайтан»), 4 вересня 1984, м. Москва | с. Веселогорівка                       | 28 січня 2015                       | Вбитий разом з сімома іншими терористами в результаті влучення снаряду. |
| 1         |          | Лєбєдєв Андрій Юрійович, 7 грудня 1986, м. Макіївка | м. Мар'їнка                            | 29 січня 2015                       | Вбитий під Мар'їнкою. |
| 8+        |          | 29 січня Кулішов Ігор Євгенович, 1969, Єнакієве Дзензель Віталій Миколайович, 1983, Єнакієве Федоров Сергій Іванович, 1964, Плещіївка Шальньов Геннадій Євгенович, 1972, Єнакієве Моногаров Валентин Олександрович, 1995, Єнакієве Смирнов Дмитро («Доберман»), м. Краматорськ, снайпер бандформування «Ратибор» 30 січня Жданов Костянтин («ЖД») Доценко Руслан, 30 років, Ростов-на-Дону, медбрат ДНР | м. Вуглегірськ                         | 29—30 січня 2015                    | Загинули під час штурму м. Вуглегірськ |
| 2         |          | Бедниченко Руслан Іванович, 16 листопада 1977, м. Свердловськ Рус Валентин Сергійович, 3 грудня 1984, м. Свердловськ | Дебальцевський плацдарм                | 31 січня 2015                       | Бойовики бандформування «1-а козача сотня ім. С. Синельникова», вбиті в районі м. Дебальцеве |

## Лютий
| Кількість | Світлина | Прізвище, ім'я, по батькові, місце проживання | Місце                                                | Дата смерті/ смертельного поранення | Обставини смерті |
| --------- | -------- | --- | ---------------------------------------------------- | ----------------------------------- | --- |
| 1         |          | Юшин Ярослав Миколайович («Юджин»), 27 вересня 1985, м. Сніжне, м. Торез | с. Логвинове                                         | 1 лютого                            | Отримав смертельне поранення під час виходу з оточення. За деякою інформацією знищений пізіше, 11—12 лютого.. |
| 1         |          | Лігута Олександр Миколайович, 6 березня 1968, с. Розкішне | смт. Калинове                                        | 1 лютого 2015                       | Бойовик бандформування «Народна Міліція ЛНР», розвідник, знищенний українським танком. |
| 1         |          | Завгородній Дмитро Данилович, 6 травня 1983, народився у м. Краматорськ, останнім часом проживав у Москві | м. Вуглегірськ                                       | 1 лютого 2015                       | Загинув під Вуглегірськом. |
| 1         |          | Євтодій Олександр («Пепел»), 29 жовтня 1991, м. Макіївка | Новоазовський район                                  | 2 лютого 2015                       | Загинув на Новоазовсько-Маріупольському напрямку. Можливо причетний до обстрілів Маріуполя 24 січня 2015 |
| 2         |          | 2 лютого Федоренко Антон Олександрович, 8 квітня 1985, м. Лутугине 4 лютого Чорноморський (Шебитченко) Андрій, Луганськ | Дебальцевський плацдарм                              | 2—4 лютого 2015                     | Вбитий на Дебальцевському напрямку Колишній член та організатор низки російських шовіністичних заходів у Луганську, бойовий козацького бандформування «ВВКЧ им. А. В. Суворова» загинув в бою в районі Дебальцевого                                                                      |
| 1         |          | Пронін Сергій Генадійович («Бізон»), 10 серпня 1986, м. Якутськ | м. Вуглегірськ                                       | 3 лютого 2015                       | Загинув у м. Вуглегірськ в результаті підриву на міні |
| 7         |          | Мартаков Максим Станіславович («105-й»), 10 серпня 1983, м. Ізварине Пілюгін Олексій («Художник»), Луганськ, Київ невідомий | с. Чорнухине                                         | 5 лютого 2015                       | Колишній т. зв. «комендант» м. Ізварине та начальник т. зв. «військової поліції» Краснодонського району та ще 6 терористів загинули в бою під селищем Чорнухине Колишній співробітник підрозділу «Беркут», згодом учасник бандформування «військова поліція ЛНР»                         |
| 4         |          | Бугров Євген Миколайович, 23 липня 1976, м. Тюмень Будрис Іван Михайлович, 22 грудня 1988, Нижньокринське Шепет Дмитро Володимирович, 11 жовтня 1986 Кирюхін Олег Валерійович | Дебальцевський плацдарм                              | 6 лютого 2015                       | Вбиті на Дебальцевському напрямку. Бійці 128 механізованої бригади зібрали документи з вбитих ними бойовиків в районі дебальцевського плацдарму |
| 1         |          | Седельніков Олександр Михайлович («Алміс»), 14 грудня 1972, м. Сімферополь | с. Рідкодуб                                          | 6 лютого 2015                       | Помер після численних осколкових поранень |
| 4+        |          | Дробицький Володимир, м. Ангарськ, Іркутська область Казарцев Володимир, 13 квітня 1986, м. Норильськ Сізіков Дмитро («Рыжий»), 24 жовтня 1974, м. Санкт-Петербург невідомий, м. Москва | сел. Міус                                            | 6 лютого 2015                       | Бойовики російського націоналістичного бандформування «Русский Имперский Легион» (входили до складу бандформування «Призрак»), вбиті при спробі взяти український укріпрайон в селищі Міус. Померли від кульових та осколкових поранень                                                  |
| 1         |          | Ярошенко Ярослав, 6 листопада 1988, м. Луганськ, м. Київ | с. Чорнухине                                         | 7 лютого 2015                       | Колишній співробітний МВС України, зокрема підрозділу «Беркут», загинув в бою під селищем Чорнухине. |
| 1         |          | Власов Олексій Григорович, 28 вересня 1977, м. Чехов, Московська область | Дебальцевський плацдарм                              | 7 лютого 2015                       | Загинув на Дебальцевському плацдармі. |
| 6         |          | Шашкін Сергій, 12 листопада 1987, м. Новосибірськ, м. Самара невідомий | Луганська область                                    | 8 лютого 2015                       | Військовослужбовці 23 окремої гвардійської мотострілецької бригади ЗС РФ. Загинули під артилерійським обстрілом. Під час обстрілу втратив ноги командир бригади, полковник Костянтин Степанищев.                                                                                         |
| 2         |          | Петровський Всеволод В'ячеславович («Ковиль»), 4 листопада 1986, Донецьк Павленко Євген Якович («Таймир»), 2 листопада 1979, м.Санкт-Петербург | смт. Комісарівка                                     | 8 лютого 2015                       | Бойовик та штатний пропагандист бандформування «Призрак», загинув під Комісарівкою Член російської партії «Другая Россия» та бойовик бандформування «Призрак». Загинув під час мінометного обстрілу                                                                                      |
| 1         |          | Захарчук Віталій Анатолійович, 1981, м. Комсомольське, Старобешівський район | м. Вуглегірськ Дебальцевський плацдарм               | 8 лютого 2015                       | Командир танку бандформування «1-а Слов'янська бригада». Знищений разом з танком на Дебальцевському плацдармі. |
| 4         |          | Плюхін Артур («Плюха»), 9 червня 1989, м. Кіровськ, Мурманська область позивний «Чужий» позивний «Хімік» позивний «Кирил» | Дебальцевський плацдарм                              | 9 лютого 2015                       | Потрапили у засідку і загинули в районі Дебальцевського плацдарму |
| 1         |          | Карамалак Іван Будулайович («Циган»), м. Тараклія, Республіка Молдова | Дебальцевський плацдарм                              | 9 лютого 2015                       | Загинув на дебальцевському плацдармі. |
| 1         |          | Леонтьєв Артем Олексійович («Добрий»), 28 листопада 1985, м. Корольов, Московська область | с. Чорнухине                                         | 10 лютого 2015                      | Колишній військовослужбовець, лейтенант. Розвідник бандформування «ВПК Резерв». Потрапив у засідку і був вбитий. |
| 1         |          | Шувалов Ігор Альбертович, 1955, м. Санкт-Петербург | Дебальцевський плацдарм                              | 10 лютого 2015                      | Колишній заступник уповноваженого з прав людини м. Санкт-Петербург, учасний бойових дій в Югославії. Командир танкового взводу терористичної організації ЛНР. Був вбитий в районі Дебальцевого.                                                                                          |
| 11        |          | 2 лютого Сергій Сергійович, 1984 7 лютого Гвоздецький Роман Володимирович, 26 серпня 1976 Попов Роман Вікторович, 28 липня 1972 Овсов Станіслав Валерійович, 27 травня 1974 8 лютого Лєбедєв Костянтин Олександрович, 14 вересня 1972 Коршенко Віталій Іванович, 14 вересня 1972 Лісниченко Олександр Володимирович, 11 листопада 1975 Чернобровенко Владислав Вікторович, 14 листопада 1979 11 лютого Махортов Михайло Стефанович, 15 серпня 1959 Ушаков Сергій Миколайович, 3 липня 1981 Чабанов Валерій Васильович, 1 вересня 1959 | В зоні АТО                                           | 2—11 лютого 2015                    | Бойовики бандформування «Перший козацький полк ім. Платова» |
| 1         |          | Недавній Владислав, 9 квітня 1997, м. Горлівка | Дебальцевський плацдарм, траса Артемівськ-Дебальцеве | 12 лютого 2015                      | Бойовик козацького бандформування, загинув на трасі Артемівськ-Дебальцеве від прямого ураження міною |
| 2         |          | Аріхін Владислав Ігорович («Дикий»), 16 лютого 1990, м. Москва Апкарімов Сергій («Бур»), м. Нефтекамськ, Башкортостан | с. Логвинове                                         | 12 лютого 2015                      | Російські найманці, члени козацького бандформування. Загинули в боях за с. Логвинове |
| 3         |          | Івін Євген («Юджин»), 22 листопада 1978, м. Петропавловськ-Камчатський Шарафутдінов Рінат («Шара»), 13 листопада 1985, м. Самара Щучка Павло («Кок»), 18 лютого 1984, м. Ростов-на-Дону | с. Михайлівка Новоайдарського району                 | 12—13 лютого 2015                   | Російські найманці, бойовики бандформування «Призрак». Потрапили в засідку, влаштовану українським батальйоном «Айдар» |
| 7         |          | Горбатюк Андрій Олексійович («Дизель»), 14 лютого 1979, сел. Тагара, Красноярський край, загинув в результаті попадання снаряду в автомобіль Уланов Бадма («Лотос»), 8 січня 1973, м. Еліста, Калмикія Петров Андрій («П'єр»), 1987, м. Москва Муштранов Федір Валерійович («Патріот»), 12 серпня 1982, м. Донецьк, колишній професійний боксер, очолював диверсійне бандформування Карпушенко Володимир, 29 листопада 1985, м. Санкт-Петербург «Змій» невідомий                                                                      | Дебальцевський плацдарм с. Логвинове                 | 13 лютого 2015                      | Бойовики терористичної організації ДНР. Машина з терористами потрапила під обстріл української артилерії. Шестеро з них загинули зразу, один помер від ран пізніше. |
| 2         |          | Воробйов Сергій, 29 червня 1977, м. Коряжма, Архангельська область Ігнашенко Михайло («Медуза»), 17 років, м. Луганськ | Дебальцевський плацдарм                              | 14 лютого 2015                      | Поранений 14 лютого, помер від ран 15 лютого. Вбитий під час засідки в районі Дебальцевого. |
| 1         |          | Шулежко Дмитро Олександрович («Док»), 23 вересня 1977, м. Орел | м. Вуглегірськ                                       | 14 лютого 2015                      | Загинув під Вуглегірськом |
| 1         |          | Старов Герман («Ботанік»), 24 червня 1968, м. Нижній Новгород | м. Луганськ                                          | 12—14 лютого 2015                   | Російський найманець, ветеран військових конфліктів. Займався підготовкою терористів. Застрелений в Луганську поблизу патронного заводу |
| 5+        |          | Усов Олександр («Док»), 16 лютого 1992, м. Барнаул | м. Дебальцеве                                        | 14 лютого 2015                      | Командир САУ, бойовик бандформування «Інтербригада». Загинув під час штурму м. Дебальцеве. Машина з Усовим потрапила під обстріл, загинуло ще як мінімум 4 бойовики |
| 1         |          | Гущина Світлана, 46 років, м. Іловайськ, м. Слов'янськ | м. Донецьк                                           | 15—16 лютого 2015                   | Бойовик банди «Мотороли», загинула від осколкового поранення під час обстрілу Донецька |
| 2         |          | Тимко В'ячеслав Миколайович, 54 роки, м. Оренбург Кульгов Олександр («Интеллигент»), 1986, м. Макіївка | Дебальцевський плацдарм                              | 16 лютого 2015                      | Колишній офіцер прикордонних військ Росії, вбитий під Дебальцевим. Загинув у селі Рідкодуб. |
| 6         |          | Катаєв Максим Федорович («Рудой») Глєбов Василь Петрович («Грек») Болотов Олег Вікторович («Болт») Щербина Сергій Вікторович («Урал») Морозов Юрій Васильович («Кот») Данилик Павло Вікторович («Ден») | с. Логвинове                                         | не пізніше 17 лютого 2015           | Бойовики четвертої та шостої рот бандформування «Оплот», загинули під вогнем української артилерії |
| 1         |          | Титов Олексій Ігорович («Ейск»), 13 листопанда 1978, м. Єйськ, Краснодарський край | м. Дебальцеве                                        | 17 лютого 2015                      | Бойовик бандформування «Пятнашка», загинув від кульового поранення |
| 4         |          | Шарий Павло Вікторович, 7 вересня 1975 Назаренко Костянтин Олексійович, 1969 Тарасюк Сергій Григоroвич («Кум»), 23 березня 1966, м. Ровеньки Оверченко Сергій Олексійович («Офицер»), 11 листопада 1972, м. Ровеньки | Дебальцевський плацдарм                              | 17 лютого 2015                      | Бойовики бандформування «Козача Національна Гвардія», загинули на дебальцевському напрямку. Поховані в м. Антрацит. Бойовики козачого бандформування, вбиті під час штурму перехрестя трас E40 і E50 біля м. Дебальцеве. Тарасюк вбитий міною, Оверченка застрілив україниський снайпер. |
| 2         |          | Акімов Олександр Володимирович («Аліс»), 7 листопада 1977, с. Піски Мотильок Олексій Юрійович («Сич»), м. Краснодон | аеропорт м. Донецьк                                  | 18 лютого 2015                      | Бойовики бандформування «Суть Времени», підірвались на розтяжці. |
| 1         |          | Черненко Олексій Миколайович («Сєвєр»), 14 червня 1985, м. Нижній Новгород | поблизу м. Маріуполь                                 | 23 лютого 2015                      | Загинув в районі Маріуполя |
| 1         |          | Парначьов Денис («Турист»), 14 червня 1971, м. Сиктивкар | с. Чорнухине                                         | 26—28 лютого 2015                   | Загинув в результаті вибуху міни. |
| 1         |          | (?) Єгіазарян Грайр («Шрам»), 4 лютого 1983, м. Мінськ/Калінінградська область | поблизу м. Маріуполь                                 | 27 лютого 2015                      | Вбитий в бою з полком «Азов» |

## Березень
| Кількість | Світлина | Прізвище, ім'я, по батькові, місце проживання | Місце                            | Дата смерті/ смертельного поранення | Обставини смерті |
| --------- | -------- | --- | -------------------------------- | ----------------------------------- | --- |
| 1         |          | Махмутов Алмас («Алмас»), 28 березня 1996, м. Салават, Башкортостан                                                                                            | м. Дзержинськ                    | 4 березня 2015                      | Бойовик бандформування «ГРУ СпН ДНР Хмурого». Вбитий снайпером в районі шахти № 8 (м. Дзержинськ). |
| 1         |          | Автомонов Євген («Сич»), 5 червня 1981, м. Новосибірськ | м. Щастя (місто) с. Передільське | 9 березня 2015                      | Вбитий у перестрілці з українськими диверсантами поблизу с. Передільське. |
| 3         |          | Гончарук Андрій Сергійович («Молодой»), 12 грудня 1995, м. Миколаїв Синенко Антон («Синий»), 7 червня 1987, м. Челябінськ «Рус»                                | м. Мар'їнка м. Красногорівка     | 11 березня 2015                     | А. С. Гончарук — бойовик із загону військової розвідки «Вікінг» терористичного угруповання «ДНР», один із ватажків миколаївського Антимайдану, займався вербуванням уродженців Миколаєва та Одеси, з метою організації диверсійних груп для проведення терактів у цих містах.. Один з організаторів сепаратистської діяльності в Миколаєві. Під загрозою арешту втік в окупований Росією Крим, звідки перебрався на Донбас де воював у складі бандформувань Ігоря Безлера. Потрапив у засаду та був знищений (разом з двома іншими терористами) в районі Красногорівки та Мар'їнки. |
| 2         |          | Сухарєв Денис Юрійович («Сухарь»), 29 серпня 1978, м. Барнаул, Алтайський край Тарасенко Олексій Юрійович («Альпініст»), 2 жовтня 1990, м. Брянськ-м. Улан-Уде | сел. Спартак                     | 13 березня 2015                     | Бойовики бандформування «Суть времени», знищені під час сутички з українськими військовими поблизу селища Спартак. |
| 1         |          | Рогов Олександр («Морган»), 10 лютого 1988, м. Сиктивкар | аеропорт м. Донецьк              | 24 березня 2015                     | Загинув внаслідок вибуху міни. |
| 2         |          | Бакулін Віталій Олександрович («Кузнец»), 10 лютого 1989, м. Матвеєєв Курган, Ростовська область невідомий                                                     | с. Піски                         | 25 березня 2015                     | Вбиті під час мінометного обстрілу. |

## Квітень
| Кількість | Світлина | Прізвище, ім'я, по батькові, місце проживання                                                          | Місце                                           | Дата смерті/ смертельного поранення | Обставини смерті |
| --------- | -------- | --- | ----------------------------------------------- | ----------------------------------- | --- |
| 1         |          | Курбангулов Валерій Вахізович, 7 грудня 1990, с. Канашево, Красноармєйський район, Челябінська область | поблизу м. Новоазовськ (можливо с. Новоорлівка) | 13 квітня 2015                      | Вбитий поблизу Новоазовська (за іншою інформацією — загинув внаслідок прямого влучення снаряду на блокпості поблизу с. Новоорлівка). |
| 1         |          | Стебихов Сергій Вікторович («Варяг»), 15 квітня 1975, м. Осиповичі, Могильовська область, Білорусь     | поблизу м. Алчевськ                             | 20 квітня 2015                      | Бойовик бандформування «Призрак», підірвався на протипіхотній міні.                                                                  |
| 1         |          | Дугін Володимир Олексійович («Вован»), 17 грудня 1978, м. Петергоф                                     | с. Роздольне                                    | 28 квітня 2015                      | Бойовик бандформування «1 МСБ ДНР», вбитий поблизу с. Роздольне Старобешівського району.                                             |

## Травень
| Кількість | Світлина | Прізвище, ім'я, по батькові, місце проживання | Місце                                         | Дата смерті/ смертельного поранення | Обставини смерті |
| --------- | -------- | --- | --------------------------------------------- | ----------------------------------- | --- |
| 3         |          | Савельєв Антон Олександрович («Сава»), 12 травня 1994, Тамбовська область Мамаюсупов Тимур Бахтіяр ули («Мамай»), 21 листопада 1993, Татарстан Кардаполов Іван Васильович («Кардан»), 12 липня 1992, м. Пласт Челябінська область | зона АТО, імовірно Луганська область          | 5 травня                            | Військовослужбовці 16-ї окремої бригади спецназу ГРУ ЗС РФ (в/ч 54607, м. Тамбов), воювали на боці терористичної організації ЛНР, знищені 5 травня 2015 р. |
| 1         |          | Закіров В'ячеслав («Зек») | с. Широкине                                   | 21 травня 2015                      | Вбитий під час мінометного обстрілу |
| 5         |          | Мозговий Олексій Борисович, 3 квітня 1975, м. Сватове Калашин Олексій Васильович («Холс», «Боско Грей»), 10 січня 1983, м. Тюмень Ряжський Андрій Юр'єв Олександр Самелюк Ганна, 26 березня 1981                                  | поблизу смт. Михайлівка Перевальського району | 23 травня 2015                      | Джип з бойовиками було підірвано на трасі між Луганськом та Алчевськом. Після того невідомі розстріляли бойовиків із вогнепальної зброї..                  |
| 4         |          | Черников Євген Володимирович («Фізик»), 19 червня 1972, м. Ростов-на-Дону невідомий | с. Широкине                                   | 24 травня 2015                      | Потрапили у засідку |

## Листопад
| Кількість | Світлина | Прізвище, ім'я, по батькові, місце проживання      | Місце        | Дата смерті/ смертельного поранення | Обставини смерті                                                   |
| --------- | -------- | -------------------------------------------------- | ------------ | ----------------------------------- | ------------------------------------------------------------------ |
| 1         |          | Щедров Руслан («Філін»), 4 липня 1993, м. Макіївка | м. Ясинувата | 16 листопада                        | Бойовик бандформування «Восток». Ліквідований в районі Ясинуватої. |

## Грудень
| Кількість | Світлина | Прізвище, ім'я, по батькові, місце проживання                                                  | Місце          | Дата смерті/ смертельного поранення | Обставини смерті |
| --------- | -------- | ---------------------------------------------------------------------------------------------- | -------------- | ----------------------------------- | --- |
| 2         |          | Дрьомов Павло Леонідович, 22 листопада 1976, м. Кадіївка Пінчук Леонід Валерійович, м. Попасна | м. Первомайськ | 12 грудня                           | 5 грудня 2015 року Дрьомов одружився у Санкт-Петербурзі з громадянкою Росії, а 12 грудня збирався відсвяткувати весілля у Стаханові. Того ж дня він загинув разом зі своїм охоронцем у результаті підриву автомобіля, у якому їхав зі Стаханова до Первомайська. |

## Різне

### Офіційні дані від прес-центру АТО та ІАЦ РНБО
Загальні втрати бойовиків за інформацією прес-центру АТО, ІАЦ РНБО.
| Дата        | Знищено терористів | танків | БТР/БМП/БМД | БМ 21 Град (Ураган/Смерч) | Обставини |
| ----------- | ------------------ | ------ | ----------- | ------------------------- | --- |
| 7 січня     | 2                  | -      | -           | -                         | Сили АТО сьогодні вночі знищили двох бойовиків, які в групі близько 10 осіб намагалися прорватися біля Староласпи. |
| 17—22 січня | <600               | 14     | 43          | 14                        | У період з 17 по 22 січня захисники України знешкодили близько 600 бойовиків та російських військових. 275 терористів були поранені. Остаточна чисельність втрат може бути значно більшою, оскільки деяких поранених противник встиг евакуювати з поля бою. Завдяки рішучим та професійним діям українських військових було знешкоджено та виведено із строю 14 танків противника, 43 бойових броньованих машини, 14 одиниць РСЗВ «Град» та «Ураган», 28 самохідних артилерійських установок, 19 одиниць автомобільної техніки. Тільки у Донецькому аеропорту знешкоджено 85 бойовиків, 53 — поранено, знищено 7 танків, 12 броньованих машин, 9 одиниць автомобільної техніки та гармату МТ-12 противника. |
| 23 січня    | >50                | 4      | 2           | -                         | Українські військовослужбовці знищили більше 50-ти терористів, 5 осіб знаходяться у полоні українських військових, захоплено 2 БМП та артилерійське озброєння противника, знищено 4 танки, автомобільна техніка та боєприпаси терористів. |
| 24 січня    | 83                 | -      | 5           | 4                         | Протягом доби, 24 січня, в ході бойових дій, військовослужбовцями Збройних сил України було знищено 83 бойовика, 90 — поранено. Окрім цього противник поніс втрати технікою: знешкоджено 5 — бойових броньованих машин, 4 — одиниці РСЗВ БМ-21 «Град» та 6 одиниць автомобільної техніки. |
| 26 січня    | <60                | 1      | -           | -                         | Завдяки злагодженим та вмілим діям підрозділів оперативного командування «Північ», які беруть участь в Антитерористичній операції, учора в районах н. п. Сміле, Весела Гора було знищено танк та близько 60 бойовиків. Ще близько 300 терористів отримали поранення. |
| 28 січня    | 73                 | 13     | 4           | 9                         | За уточненими даними, напередодні, 28 січня втрати терористів склали: 73 вбитими та 170 пораненими. Бійці АТО знищили 13 танків, 4 бойові броньовані машини, 12 гармат, 20 одиниць автомобільної техніки та дев'ять одиниць БМ-21 «Град». |
| 29 січня    | 22                 | -      | 6           | -                         | Так, за попередніми даними, 29 січня було знищено 22 бойовики, 48 було поранено. Противник зазнав втрат також у бойовій техніці. Сили АТО знищили 6 ворожих бойових броньованих машин та 4 гармати. |
| 30 січня    | 129                | 2      | 11          | -                         | За оперативними даними прес-центру антитерористичної операції, 30 січня терористи втратили 129 чоловік вбитими та 331 — пораненими. Також українські військовослужбовці знищили 2 танка та 11 бойових броньованих машин ворога. |
| 31 січня    | 16                 | -      | -           | -                         | Сьогодні ж, 31 січня, за попередніми даними, 49 бойовиків було поранено, а 16 знищено. В районі Дебальцево українські захисники Вітчизни знешкодили 3 гармати терористів. |
| 3 лютого    | 18                 | -      | -           | -                         | За минулу добу, за попередніми даними силами АТО ліквідовано 18 терористів а 55 бойовиків отримали поранення. |
| 4—5 лютого  | 60                 | 4      | -           | -                         | Так, за уточненими даними розвідки з 4 по 5 лютого силами АТО було знищено 60 терористів, 4 танки, 2 самохідні артилерійські установки. Також, в районі населеного пункту Брянка нашими військами підірвано 7 складів з боєприпасами незаконних збройних формувань. Вчора по обіді засобами ППО було виявлено ворожу ціль — безпілотний літальний апарат, який здійснював розвідку місцевості над Оленівкою, Олександрополем, Тарасівкою та Березівкою. Зенітно-ракетними підрозділами ворожий безпілотник було збито. |
| 6 лютого    | 48                 | -      | -           | -                         | Прес-центр АТО повідомляє: за даними розвідки, втрати терористів за минулу добу складають: 48 бойовиків вбитими та 22 пораненими. Також ворог зазнав суттєвих втрат у бойовій техніці. |
| 7 лютого    | 70                 | -      | -           | -                         | Так, за даними розвідки, за минулу добу підрозділи сил АТО знищили 14 одиниць військової техніки та 70 терористів. Близько 20 злочинців отримали поранення. Серед знищеної техніки 4 танка, дві реактивні системи залпового вогню БМ-21 «ГРАД», дві самохідні артилерійські установки, чотири автомобілі. |

### Обставини загибелі уточнюються
1. Аврамов Антон Георгійович, 1984, Донецьк, загинув 19 січня 2015 року.[13][449]
2. Алікберов Петро Фаатович, 1981, Торез, бойовик бандформування «Оплот», загинув 17 січня 2015 року.[13][450]
3. Беляєв Олексій, 19 листопада 1985, Стаханов, загинув 25 січня[451]
4. Брагін Аркадій Юрійович[452], 17 жовтня 1974, с. Сатка, Челябінська область, російський поет та співак, вступив до терористичної організації ДНР, загинув на Донбасі 27 січня 2015 року.[453][454][455]
5. Вайниленко Пилип Олегович[456][457], 6 лютого 1997, м. Донецьк, загинув не пізніше 15 лютого 2015[458][459]
6. Войтов Євген Олександрович, 1992, Єкатеринбург, бойовик «Уральського батальйону», загинув 13 червня 2015 року.[460]
7. Габдрахманов Ільдар Тахірович, 1983, Торез, загинув не пізніше 7 травня 2015 року.[13][461]
8. Гадельшин Євген Валерійович[462], 8 листопада 1982, сел. Де-Кастрі, Хабаровський край, загинув в лютому 2015 р., інформацію отримано з перехопленої СБУ розмови терористів[462]
9. Глущенко Олександр Анатолійович («Чорний»), 2 лютого 1979, м. Сніжне, ліквідований не пізніше 15 лютого[463], ймовірно в районі дебальцевського плацдарму[464].
10. Грунін Дмитро Олегович, 1979, Ростов-на-Дону, бойовик бандформування «1-а інтербригада», загинув 16 січня 2015 року.[465]
11. Долгов Олег Олександрович, 1995, Червоний Прапор, бойовик «військової комендатури ЛНР», загинув 4 січня 2015 року.[466]
12. Жихорєв Олексій Олександрович, 34 роки, Донецьк, медбрат ДНР, загинув у березні 2015 року в Донецьку.[181]
13. Загрубський Дмитро[467][468][469], 28 серпня 1973, м. Воронеж, загинув на Донбасі не пізніше 28 лютого[470][471].
14. Зайберт Вадим Якович[472][473], 10 листопада 1968, Костянтинівка, заступник командира бандформування т. зв. «1-а окрема мотострілецька бригада» терористичної організації ДНР, загинув 30 січня 2015 р.[474]
15. Заруцький Микола Миколайович[475][476], 11 грудня 1980, м. Петровське, бойовик козацького бандформування, вбитий в районі Дебальцевого, на висоті 175.9[477] не раніше 21 січня але не пізніше 30 січня 2015 р.[478][479].
16. Земляков Віктор («Зёма»)[480][481], м. Санкт-Петербург, загинув 2 лютого 2015 року[482][483].
17. Зюськов Едуард, 30 років, Торез, лікар ДНР, загинув в лютому 2015 року в Дебальцевому.[181]
18. Ісаєвський Антон Іванович, 1989, Свердловськ, загинув 3 січня 2015 року.[13][484]
19. Карпович Григорій Григорійович, 1976, Дзержинськ, загинув 18 січня 2015 року.[13][485]
20. Кобзистий Дмитро Володимирович, 1987, Макіївка, загинув не пізніше 1 липня 2015 року.[13][486]
21. Купрієнко Андрій Ігорович («Братиш»)[487][488], 30 липня 1987, Донецьк, загинув 8 січня у зоні АТО[489]
22. Лагута Віктор Вікторович, 36 років, Донецьк, медбрат ДНР, загинув в березні 2015 року в Донецьку.[181]
23. Лягін Володимир Олексійович, 26 років, Донецьк, медбрат ДНР, загинув у січні 2015 року в Донецьку.[181]
24. Махов Олексій[490][491], 25 березня 1969, Новосибірськ, вбитий 6 лютого 2015 під час розвідки, натрапивши на українську засаду[492][493]
25. Мешалкін Максим Вікторович[494][495][496], 18 березня 1984, Горлівка, бойовик бандформування ДНР, вбитий 10 лютого 2015 р.[497][498]
26. Могутній Сергій, 24 роки, Дебальцеве, медбрат ДНР, загинув в лютому 2015 року в Дебальцевому.[181]
27. Наумов Дмитро, Ульяновськ, колишній російський десантник, загинув на початку лютого 2015 року в районі села Сміле (Слов'яносербський район).[499]
28. Нестеренко Ігор Костянтинович («Сармат»), загинув 8 січня у зоні АТО[489]
29. Нечаєв Віталій Юрійович, 18 червня 1970, командир диверсійно-розвідувальної банди, загинув 29 січня 2015[500]
30. Носенко Павло Володимирович, 1982, Красноармійськ, загинув не пізніше 26 січня[13][501]
31. Озимук Андрій[502][503][504], 11 грудня 1985, м. Москва, загинув 26 січня[502][505].
32. Пастухов Віталій («Німець»), народився в Казахстані. Бойовик бандформування «1-ша Ізваринська рота», вбитий не пізніше 12 лютого[506]
33. Радіонов Олег Володимирович, 1988, Стаханов, загинув 18 січня 2015 року.[13][507]
34. Рогозін Олександр, 1984, Улан-Уде, загинув під артилерійським обстрілом 10 січня 2015 року.[508]
35. Ромах Олег Володимирович, 1990, Сєвєродонецьк, загинув 17 січня 2015 року.[509][510]
36. Рубан Петро Авдійович, 56 років, Дебальцеве, хірург ДНР, загинув в лютому 2015 року в Дебальцевому.[181]
37. Рум'янцев Олександр, морська піхота ЗС РФ, загинув 18 січня 2015 року.[511]
38. Сакович Андрій Володимирович, 1982, Донецьк, загинув 18 травня 2015 року, похований на «Алеї Слави ДНР» у місті Моспине.[13][512]
39. Саньков Микита Сергійович, 31.17.1991 р. н., м. Єкатеринбург, військовослужбовець 19 МСбр, в/ч 20634; лейтенант, знищений 9.01.2015 р.[513]
40. Сац Вікторія, 40 років, Харцизьк, медсестра ДНР, загинула в січні 2015 року в Донецьку.[181]
41. Сидоренко Олександр, 27 років, Стаханов, загинув 8 лютого 2015 р.[514]
42. Систеров Павло Валерійович[515], 26 липня 1978, м. Липецьк, вбитий під Донецьком 31 січня 2015, отримав смертельне поранення в обличчя осколком РСЗВ «Град»[516][517].
43. Сіхвардт Юрій Володимирович («Дітріх»)[518][519], 7 жовтня 1985, Омськ, бойовик бандформування 5 ОМСБр, підірвався на розтяжці в нейтральній зоні[520][521][522][523][524][525][526] 1 грудня.
44. Скалецький Олег Олексійович, 1968, Слов'янськ, загинув 26 лютого 2015 року, похований на «Алеї Слави ДНР» у місті Моспине.[13][512]
45. Суслов Олег, 1995, Макіївка, загинув 4 січня 2015 року, підірвався на розтяжці.[527]
46. Тефанюк Петро, вбитий 11 січня 2015, похований у братській могилі[528].
47. Трощій Олександр Сергійович («Стрілок»), 24 червня 1996, м. Луганськ, бойовик бандформування «ДШРГ „Ратибор“», вбитий в кінці січня (за деякою інформацією 28 січня) 2015 року[529][530]
48. Устінов Віталій Олександрович, 1985, загинув 22 січня 2015 року, похований на «Алеї Слави ДНР» у місті Моспине.[512]
49. Черненко Максим Геннадійович («Хрипой»), був поранений на Новоазовсько-Маріупольському напрямку, помер від ран 25 лютого 2015 р.[531]
50. Шелкопляс Олег Юрійович («Очкарік»), загинув 8 січня у зоні АТО[489]
51. Шпорт Антолій, 26 років, Амвросіївка, загинув в районі Дебальцевого не пізніше 12 лютого 2015[532]
52. Якухін Сергій Іванович, 1969, Алчевськ, бойовик бандформування «Призрак», загинув 15 січня 2015 року.[13][533]